# 홍루몽
《홍루몽》(중국어 간체자: 红楼梦, 정체자: 紅樓夢, 병음: Hóng lóu mèng 훙러우멍[*], 광둥어: hung4 lau4 mung6 훙라우뭉)은 18세기 중반 청나라 중기 건륭제 때 쓰인, 구어체 중국 장편소설의 최고 걸작이다. 작가는 조설근(曹雪芹)이라는 것이 정설이지만, 다른 사람이 쓴 소설이라는 설도 있다. 《삼국연의》(삼국지), 《수호전》, 《서유기》와 동시에 중국 4대 명저 중 하나로 꼽힌다. 청나라 말기 홍루몽을 전문적으로 연구한 학문을 홍학이라고 하고, 이 말은 현대에도 사용된다. 마오쩌둥도 홍루몽을 애독하였고, 1950년대의 중국에서 홍루몽 논쟁도 있었다. 참고로, 원작자 조설근이 쓴 홍루몽의 원래 명칭은 《석두기》다.

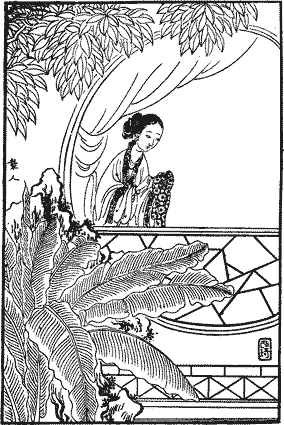
청나라 광서제 판본 홍루몽 삽화

## 작가
《홍루몽》의 저자는 아직 밝혀지지 않았다. 조설근(曹雪芹)이10년 동안 읽고 5번 수정 및 삭제하며 목차를 나누었다고 언급되어 있다. 홍학자들은 조설근이 실제 저자인지 편집자인지에 대해 의견이 분분하다. 홍학자들은 다른 사람도 홍루몽의 저자일 수도 있다고 믿고 있으며 60명의 후보가 존재한다.

## 줄거리
조상의 공적에 의해 대대로 고관을 지내고, 황실의 인척이기도 한 상류 계급 가씨 가문의 귀공자 가보옥이 주인공이며, 같이 지내는 임대옥이 여주인공이 된다. 등장 인물만 500명이 등장하며, 주인공인 귀공자 가보옥은 학문은 등한시하고, 풍류는 즐겨하는 한량이다. 가보옥은 병약한 임대옥을 사랑하지만, 인연은 이어지지 못하고 결국은 설보채와 결혼을 하게 되며, 연애의 삼각 관계를 축으로 한다.

## 특징
《홍루몽》에서는 여성의 아름다운 재주와 뛰어난 재주를 보여주려고 하였다. 여성은 거칠고 험악한 남성 사회에서 핍박받는 희생자라는 것을 표현하고 연민과 동정의 눈길로 아름답고 재주있는 여성을 노래하고 있다.
봉건 시대의 상류층의 위선, 부패 및 착취를 폭로하고 있다. 이 소설의 비극적인 결말은 감동을 주며 중국 고전 소설에서는 자주 볼 수 없다. 소설 내용에 시,가사,노래,농담,수수께끼 등을 사용하여 생생하고 상세하며 예술적 개념을 만드는 데 능숙하고 어휘가 풍부하고 언어가 응축되어 있다.

## 구성
《홍루몽》은 전후 대칭형으로 구성되어 있다. 제1회와 제120회는 처음과 끝부분의 포장과 같은 역할을 하면서 진사은(甄士隱)과 가우촌(賈雨村)을 등장시켜 진실과 거짓이 뒤섞인 인생사의 진면목을 보여 준다. 소설 속에서 이들은 이야기를 풀어 나간다. 제2회에서 가보옥을 중심으로 하는 영국부의 상세한 소개, 제3회에서 임대옥의 상경, 제4회에서 설보채의 상경, 제5회에서 가보옥의 태허환경 유람 등으로 방대한 이 소설의 전반적 기반을 조성하고 있다. 제116회에서 다시 가보옥이 태허환경을 찾아가 깨달음의 기회로 삼는 일이나 제119회에 보옥이 과거 시험을 치르고 스스로 실종되어 출가하는 대목이 전반적으로 명확한 대조를 이루고 있어 치밀한 구성으로 재미를 더한다. 이 책은 젊은 주인공들의 사랑과 이별을 중심으로 4회의 이야기를 정선하고 상세한 해설을 곁들였다. 전체의 구성을 살피기에는 부족하지만, 중국 대표 소설 《홍루몽》의 진면목을 맛볼 수 있으며 작품을 이해하는 데 기초로 삼을 수 있다.

## 평가
당시 사람들이 “《홍루몽》이 나오자마자 《삼국지》의 인기를 뛰어넘어 집집마다 이 책을 사들여 놓고 읽지 않는 사람이 없었다”고 했을 만큼 뜨거운 인기를 누렸던 《홍루몽》은 이를 반영하듯 《석두기(石頭記)》, 《금옥연(金玉緣)》, 《금릉십이차(金陵十二釵)》, 《정승록(情僧錄)》, 《풍월보감(風月寶鑑)》 등 다양한 제목으로 불렸다. 남주인공 가보옥을 중심으로 임대옥과 설보채라는 세 젊은 남녀 주인공의 애틋한 사랑과 슬픈 이별의 이야기, 그리고 젊은 아씨마님 왕희봉의 전횡을 중심으로 하는 가씨 가문의 흥망성쇠 과정을 담고 있는 이 소설은 80회본과 120회본이 전할 만큼 분량이 방대하다.
세간의 관심을 한 몸에 받았던 《홍루몽》은 저자에 대한 의견이 분분했지만, 후스(胡適)에 의해 조설근의 창작으로 정리되었다. 조씨 가문이 청나라 황실의 비호를 받기도 했으며, 가문의 흥망성쇠 과정을 치밀하게 그려내고 있는 소설의 내용이 작자의 자전적 내용이라는 평가다. 500명이 넘는 등장인물과 그들의 복잡다단한 삶 속에서 드러나는 인생의 깨달음은 《홍루몽》의 매력이다. 120회본이 복간된 이래 30종 이상의 속작이 나왔을 정도로 두루 읽혔던 이 소설은 작품에 대한 평론도 속출하여 ‘홍학(紅學)’이라는 말까지 생겼다.

## 판본
홍루몽의 복사본은 당초 약 110회가 존재했다고 추정되지만, 초고가 유출되고 80회 이후는 어떤 원인으로 흩어지고 보충이 되지 않은 상태에서 작자인 조설근이 사망했고, 그 후 30년 후에 약 40회가 첨삭되어 활자 인쇄판의 120회본이 세상에 나온 것으로 추측하고 있다.

## 등장인물
《홍루몽》에는 각각의 개성이 뚜렷한 수십 명의 인물들이 생생하게 묘사되어 있다. 소설 전체에 등장하는 인물 수는 768명이며, 이 중에서는 하녀가 수백 명에 이른다.
- 가보옥(賈寶玉): 남자 주인공
- 임대옥(林黛玉): 여자 주인공, 가보옥의 사촌으로 어릴 적 소꿉친구이다. 병약하고, 섬세하며 염세적이고 신경질적이다.
- 설보채(薛寶釵): 여자 주인공, 가보옥과 사촌관계로 가보옥과 결혼을 하게 되는 제2의 여자 주인공. 건강하면서, 머리가 좋고, 인격이 원만하며, 우등생 타입의 소녀이다.

## 같이 보기
1. 대관원: 홍루몽의 배경으로, 베이징과 상하이에 테마 공원으로 만들어져서 팬들의 인기몰이를 하고 있다.
2. 금병매
3. 조설근